# MBDA SmartGlider
A SmartGlider egy irányított siklóbombacsalád, amelyet a franciaországi központú MBDA fejleszt és gyárt. A fegyvert elsősorban a Rafale és Typhoon vadászbombázók számára fejlesztették ki, és kétféle méretben gyártják: 120 kilogrammos SmartGlider Light és 1300 kilogrammos SmartGlider Heavy kivitelben érhető el. A SmartGlidert háromféle rávezető rendszerrel szerelték fel: műholdas navigációs (pl. GPS), félaktív lézeres (SAL), illetve infravörös képalkotó (IIR) rávezetést alkalmazhat a küldetés jellegétől függően. A kioldást követően kinyíló szárnyaknak köszönhetően a bombák akár 100 km-re levő célokat is támadhatnak. A könnyebb Light verzióból egy felfüggesztő ponton egy repülőgép akár 6 bombát is hordozhat. Egy Rafale vadászbombázó a maximálisan hordozható 18 SmartGlider Light bombával akár 40 ezer négyzetkilométernyi területen elterülő célpontokat képes támadni.

## Hasonló siklóbombák
- SPICE bombacsalád
- GBU–53/B Stormbreker